# Istislah
L'Istislah (dall'arabo استصلاح "ritenere adeguato") è un metodo impiegato dai giuristi musulmani per risolvere i problemi che non trovano una risposta chiara nei testi religiosi sacri. È legato al termine مصلحة Maslaha, o "pubblico interesse" (entrambe le parole derivano dalla stessa radice triconsonantica, "ṣ-l-ḥ"). Considerazioni pragmatiche extra-testuali sono comunemente accettate nella giurisprudenza Islamica riguardo alle aree del Corano e alle pratiche delle prime generazioni musulmane che non forniscono indicazioni specifiche. Tuttavia, il far ricorso all'Istislah o alla maslaha è controverso quando l'obiettivo è riformare ciò che è considerato diritto divinamente rivelato.
L'Istislah presenta alcune somiglianze con la tradizione occidentale della legge naturale, come esemplificato da Tommaso d'Aquino. Tuttavia, considerando che la legge naturale considera buono ciò che è evidentemente noto per essere buono, secondo quanto tende verso il compimento della persona, l'Istislah ritiene come facente parte del bene tutto ciò che rimanda ad uno dei cinque "beni di base". Al-Ghazali astrae questi "beni di base" dai precetti legali nel Corano e nella Sunnah, e sono: la religione, la vita, la ragione, il lignaggio e la proprietà. Alcuni aggiungono anche l'onore.
L'Istislah, in questa formulazione classica, non è però mero utilitarismo, che chiama "bene" qualunque cosa comporta "la più grande felicità per il maggior numero di persone".
Una versione più "liberale" dell'Istislah è stata importante nel ventesimo secolo ed è centrata sul lavoro di Rashid Rida. Rida ha ritenuto che il hadith "nessun danno nessun castigo" è un principio supremo del liberalismo giuridico, prima di tutti gli altri principi della Shari'a. Con questo metodo, la legislazione a promozione delle libertà negative e dei diritti umani è da considerarsi "islamica". In Egitto, questo approccio è stato confermato dalla Corte Costituzionale Suprema, che ha ratificato le misure di equità a favore delle donne, anche quando queste sono apparentemente in contrasto con i principi della Shari'a classica.